# Învățătura religiei creștine

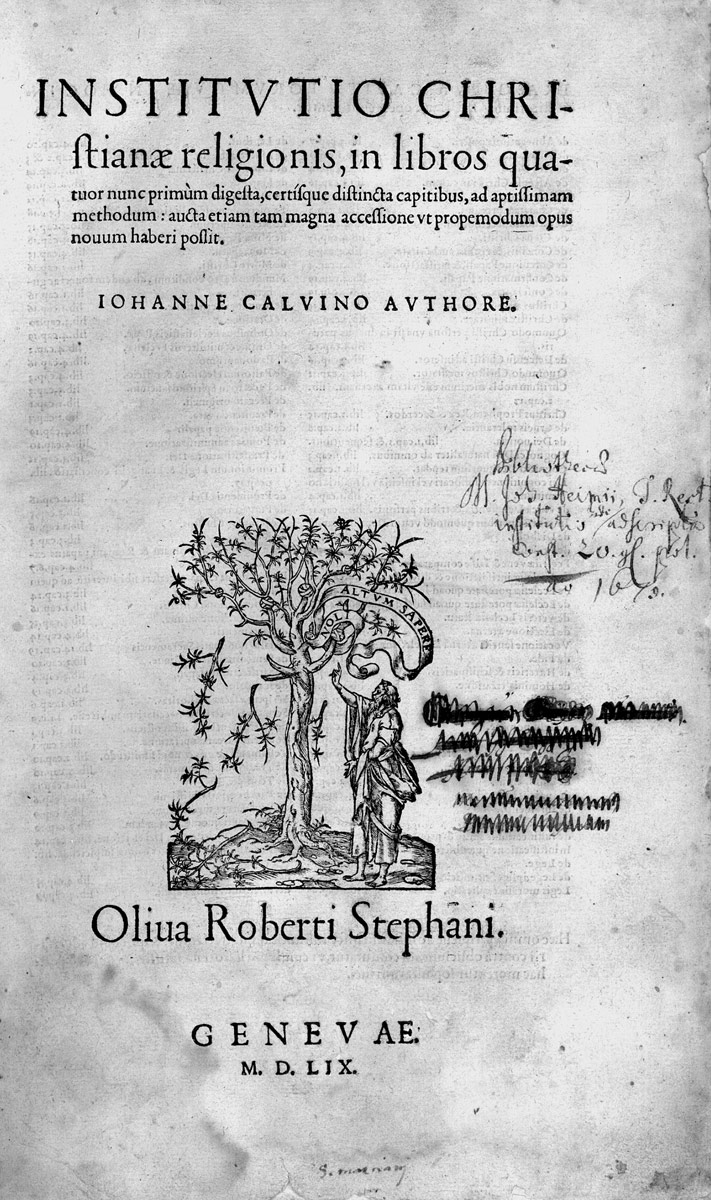
Învățătura religiei creștine - 1559

Învățătura religiei creștine (Institutio Christianae Religionis) este cea mai influentă lucrare de teologie protestantă a lui Ioan Calvin. Prima ediție latină a apărut în 1536, cu o prefață adresată regelui Francisc I al Franței, scrisă în favoarea protestanților francezi (hughenoții), care sufereau persecuții. Cel mai adesea, referirile la Învățătura lui Calvin au de-a face cu ediția latină din 1559, semnificativ extinsă și revizuită față de edițiile anterioare. Învățătura este referința istorică primară pentru sistemul de doctrină adoptat de Bisericile Reformate, în mod obișnuit numit și calvinism.

## Planul cărții
Primul capitol al Învățăturii, unde Calvin prezintă planul de bază al cărții, este probabil cel mai cunoscut. Două teme generale sunt examinate: Creatorul și creaturile. Mai presus de orice, cartea se ocupă de cunoașterea lui Dumnezeu Creatorul, dar "deoarece în crearea omului perfecțiunile divine sunt cel mai bine înfățișate", se examinează și ceea ce se poate cunoaște despre omenire. La urma urmei, ceea ce preocupă o carte de teologie este cunoașterea de către omenire a lui Dumnezeu și a ceea ce el cere de la creaturile sale. În primul capitol, aceste două probleme sunt considerate laolaltă, pentru a arăta ce are Dumnezeu de-a face cu omenirea (și alte creaturi) și, în special, cum este cunoașterea lui Dumnezeu legată de cunoașterea umană.
Pentru a continua explicarea relației dintre Dumnezeu și om, Calvin adoptă o structură tradițională de educație creștină folosită în creștinismul occidental, aranjând materialul potrivit planului Crezului apostolic. Mai întâi cunoașterea lui Dumnezeu e privită sub aspectul cunoașterii Tatălui, creatorul, păstrătorul și susținătorul. Apoi se urmărește cum Fiul îl revelează pe Tatăl, așa cum numai Dumnezeu îl poate revela pe Dumnezeu. Și, în final, a treia secțiune a Învățăturii descrie lucrarea Duhului Sfânt, care l-a ridicat pe Cristos din morți, și care purcede de la Tatăl și de la Fiul pentru a aduce în unire Biserica prin credința în Isus Cristos, cu Dumnezeu, pentru totdeauna.

## Istoria revizuirilor
La origine, Învățătura a fost scrisă în latină. Calvin a scris cinci ediții latine important în timpul vieții (1536, 1539, 1543, 1550 și 1559). Prima ediție în franceză, în traducerea lui Calvin, a apărut în 1541, corespunzând ediției latine din 1539; tot Calvin a supravegheat alte trei traduceri mai târzii în franceză. Aceste traduceri ale Învățăturii lui Calvin au ajutat la cristalizarea limbii franceze pentru generații, cam în același mod în care a făcut-o traducerea King James a Bibliei pentru limba engleză. Ediția finală a Învățăturii are de aproximativ cinci ori lungimea primei ediții.
În românește, Învățătura a apărut în 2003 la Editura Cartea Creștină, Oradea, tradusă din versiunea engleză a lui Ford Lewis Battles, editată în 1960 de John T. McNeill. Cea mai bună istorie a versiunilor latine, franceze și engleze a Învățăturii lui Calvin a fost făcută de B. B. Warfield, „On the Literary History of Calvin's Institutes” („Despre istoria literară a Învățăturii lui Calvin”).